# Duroniella kostylevi
Duroniella kostylevi är en insektsart som beskrevs av Bei-bienko 1948. Duroniella kostylevi ingår i släktet Duroniella och familjen gräshoppor. Inga underarter finns listade i Catalogue of Life.